# Breitenbach (Pfalz)
Breitenbach település Németországban, Rajna-vidék-Pfalz tartományban. Lakosainak száma 1788 fő (2023. december 31.).

## Népesség
A település népességének változása:
| Lakosok száma | 1976 | 1803 | 1807 | 1794 | 1786 | 1788 |
|               | 1975 | 2017 | 2019 | 2021 | 2022 | 2023 |